# José Luis Lacunza Maestrojuán
José Luis Lacunza Maestrojuán, O.A.R. (nascut a Pamplona el 24 de febrer de 1944) és un frare hispano-panameny i bisbe de l'Església Catòlica. Des de 1999 serveix com a bisbe de bisbe de David (Panamà). El 4 de gener de 2015, el Papa Francesc anuncià que el crearia cardenal el 14 de febrer.

## Biografia
Lacunza va néixer a Pamplona el 1944. va ser acceptat com a candidat pels frares Recol·lectes i estudià al seminari menor de Sant Josep a Artieda (Saragossa). Després va ser rebut al noviciat de l'orde, professant els vots temporals i rebent l'hàbit de l'orde el 14 de setembre de 1964. Va ser enviat a cursar els estudis universitaris, primer al seminari dels frares del Monestir de Nostra Senyora de Valentuñana a Sos del Rey Católico (Saragossa), i després al seminari agustinià de Nostra Senyora de la Consolació a Pamplona. Després de graduar-se, realitzà els estudis de teologia al Seminari Major de Nostra Senyora de Pamplona. En concloure els seus estudis, realitzà els vots solemnes com a membre ple i permanent de l'orde el 16 de setembre de 1967, sent ordenat prevere el 13 de juliol de 1969, ambdues a Pamplona.

### Ministeri presbiteral
Després de la seva ordenació, Lacunza va ser enviat un temps a ensenyar llatí i religió al Colegio Nuestra Señora del Buen Consejo de Madrid, administrat pels frares agustinians. Poc després va ser enviat per l'orde a ensenyar al Colegio San Agustin de Panamà, servint com a rector entre 1979 i 1985. Durant aquest període també serví al Comitè de Directors de la Universidad Católica Santa María La Antigua, assolint també una llicenciatura en filosofia i història per la Universitat de Panamà amb la seva tesi "Fundamento Espiritual de la Edad Moderna". Esdevingué rector de la universitat el 1985, a més de ser rector del Seminari de Sant Josep el Gran, servint l'arquebisbat de Panamà. Posteriorment va ser nomenat vicari general de l'arxidiòcesi.

### Ministeri episcopal
Lacunza va ser nomenat bisbe auxiliar de l'arquebisbat pel Papa Joan Pau II el 30 de desembre de 1985, sent consagrat el 18 de gener de 1986, rebent la seu titular de Parthenia. El 29 d'octubre de 1994 el Papa Joan Pau II el nomenà bisbe de Chitré. El 2 de juliol de 1999 va ser nomenat bisbe de David.
Serví com a President de la Conferència Episcopal del Panamà per dos mandats (2000-2004 i 2007-2013), així com va treballar a la Conferència Episcopal Llatinoamericana (CELAM). Durant aquest temps assolí preeminència nacional per la seva mediació en una disputa violenta que esclatà entre el govern i els indígenes Ngöbe–Buglé people sobre les seves terres ancestrals.

### Ministeri cardenalici
Va ser creat cardenal pel Papa Francesc al consistori del 14 de febrer de 2015, durant el qual se li assignà el títol de cardenal prevere de San Giuseppe da Copertino. És el primer membre del seu orde (establert al 1588) i el primer panameny en ser creat cardenal.
El 13 d'abril següent el Papa el nomenà membre de la Congregació per a l'Educació Catòlica i del Consell Pontifici de la Cultura.